# Razambiek Żamałow
Razambiek Sałambiekowicz Żamałow (ros. Разамбек Саламбекович Жамалов; ur. 1 czerwca 1998) – rosyjski, a od 2024 roku uzbecki zapaśnik startujący w stylu wolnym. Złoty medalista olimpijski z Paryża 2024 w kategorii 74 kg.
Zajął piąte miejsce na mistrzostwach Europy w 2021. Wygrał indywidualny Puchar Świata w 2020. Mistrz świata w 2019 i Europy U-23 w 2019. Wicemistrz świata juniorów w 2018. Mistrz Rosji w 2020; drugi w 2019 i 2021 roku.